# Юліус Фучик (письменник)
Юліус Фучик (чеськ. Julius Fučík; 23 лютого 1903, Прага — 8 вересня 1943, Берлін) — чеський письменник і журналіст. Страчений у нацистській в'язниці. За рішення Міжнародної організації журналістів від 1958 року день його смерті, 8 вересня, відзначають як Міжнародний день солідарності журналістів.

## Коротка біографія
Народився 23 лютого 1903 р., походив із робітничої родини з передмістя Праги Сміхова; був хрещений 22 березня, як Юліус-Ярослав; перше ім'я отримав від свого дядька, композитора Юліуса Фучика. Сім'я в 1913 році переїхала до Пльзеня, тому що його батько, за професією токар і водночас театральний співак-аматор, отримав запрошення до місцевого Міського театру. У цьому театрі вже як маленький хлопчик Фучик зіграв десятки успішних дитячих ролей. 
У 1919 році він заявив про вихід із римо-католицької віри. Навчався екстерном на філософському факультеті Карлового університету, у 1921 році вступив у Комуністичну партію Чехословаччини. У 1926 році він став членом літературного об'єднання Devětsil, в 1929 році став одним із засновників Лівого фронту. У період 1928—1938 років працював шеф-редактором журналу «Творба», а з 1929 року працював у друкованому органі компартії газеті «Руде право», був її кореспондентом у Москві. Він належав до групи, яка відкинула будь-яку критику СРСР, а збірка його репортажів з Радянського Союзу — «Країна, де завтра вже означає вчора» є прикладом украй упередженого висвітлення СРСР. Фучик підтримував колективізацію, розкуркулення, оспівував успіхи індустріалізації і наголошував на тимчасовості усіх труднощів. Зокрема, побувавши в УСРР напередодні Голодомору 1932—1933 років, він безапеляційно підтримував політику комуністичного тоталітарного режиму. У свої пізніших творах та репортажах тему Голодомору не зачіпав.
Страчений у берлінській в'язниці Плетцензе 8 вересня 1943 р. через повішення (а не гільйотинований, як вважалося, бо 7 вересня 1943 приміщення для страт у Плетцензе були пошкоджені в результаті бомбардувань, і гільйотина була тимчасово виведена з експлуатації, тому страти можливо було виконувати тільки через повішення).
Після 1948 року став іконою комуністичної ідеології в Чехословаччині.
Автор відомої книги «Репортаж, писаний у зашморгу». У книзі описує свій арешт, перебування у нацистському ув'язненні й допити, під час яких від нього вимагали виказати спільників-антифашистів. «Репортаж...» містить літературні портрети його товаришів по ув'язненню і його тюремників. Змальованих ним осіб автор поділяє на «людей» і «людців» залежно від іхнього ставлення до нацизму й від ступеня морального падіння. Крім того, у «Репортажі...» описана підпільна антинацистська діяльність Комуністичної партії Чехословаччини. «Репортаж, писаний у зашморгу» перекладений більш ніж 90 мовами світу і є одним з найвідоміших чеських творів.
За оповіданням Фучіка знято український мультфільм «Літери з ящика радиста» (1966).